# Karen Vilorio
Karen Alejandra Vilorio Muchnik (sinh ngày 27 tháng 5 năm 1993)  là một vận động viên bơi lội đã nghỉ hưu của người Honduras. Cô đã tham gia Thế vận hội Mùa hè 2012. Cô ấy được sinh ra ở Tegucigalpa.